# Blanca Luisa Cuitiño Barbier
Blanca Luisa Cuitiño Barbier (ur. 25 sierpnia 1910 w Rosario zm. 20 marca 2022 tamże)– urugwajska superstulatka, która była w chwili śmierci najstarszą żyjącą osobą w historii tego kraju. Wiek Blanki został zweryfikowany przez Supercentenarios.net, która również współpracuje z korespondentami z Gerontology Research Group.

## Życiorys
Blanca Luisa Cuitiño Barbier spędziła całe swoje życie w mieście Rosario. Doczekała się 4 dzieci, 5 wnuków, 11 prawnuków i 4 praprawnuków. Mimo sędziwego wieku aż do śmierci była w dobrej kondycji fizycznej i psychicznej, z dobrą pamięcią, ponieważ pamiętała i rozpoznawała każdą osobę, która ją odwiedzała. Blanca poruszała się o własnych siłach, więc w słoneczne dni wychodziła na zewnątrz i była widywana przez swoich sąsiadów.